# Kissmeyer Basic
 Der er for få eller ingen kildehenvisninger i denne artikel, hvilket er et problem. Du kan hjælpe ved at angive troværdige kilder til de påstande, som fremføres i artiklen.

Kissmeyer Basic er en dansk kult-tv-serie (2001) af Frank Hvam, Mikael Wulff og Christoffer Boe med særpræget grafik af Anders Morgenthaler. Serien er i seks afsnit og følger hovedpersonen Mikael Wulffs (spillet af Mikael Wulff) møde med mærkelige personer (i de fleste tilfælde spillet af Frank Hvam.)

## Handling
I episode 1 spiller Frank Hvam den hvide journalist Jakob Lindenborg, der har sit eget tv-program 'Afroknas' og en tyk jysk accent. 
I episode 2 spiller Frank Hvam arkitekten Abel W. Dipp, der ikke har lavet en tegning siden han tabte konkurrencen om operahuset i Sydney til Jørn Utzon.
I episode 3 spiller Frank Hvam livsnyderen Finch-Hatton, der har været meget tæt på at være sammen med damer, men altid er blevet stoppet af småuheld.
I episode 4 spiller Frank Hvam robotten Pjotr Sjparov, som Wulff er blevet sendt i aktivering for at terminere ved hjælp af bagværk.
I episode 5 spiller Frank Hvam journalisten Klaus Artler fra Der Spiegel, der skal lave en reportage om en dødekult, hvilket desværre forhindres af Artlers ringe evne til at lave præcise aftaler med folk.
I episode 6 spiller Frank Hvam håndværkerlaugsmedlemmet Mr. Kissmeyer, der skal af med testiklerne for at kunne synge falset for mesterlauget, og han afslører for Mikael Wulff, hvem der styrer det hele.

## Seriens gæsteoptrædener
- Lasse Rimmer som Lasse Rimmer
- Casper Christensen som Kyle Bradford, erotic wrestler og forfatter til bogen 'How to Gangbang Fucking Mikael' samt Matvej, som er Pjotr Sjparovs bror/onkel.
- Geo som outblockeren Aikiko, der fjerner Abel W. Dipp's forstoppelse.
- Mette Horn som Smukke Jytte (leder af det lokale beboercenter) og Majken.

## Ekstern henvisning
- Kissmeyer Basic-trailers Arkiveret 28. september 2007 hos  Wayback Machine
- Kissmeyer Basic på Internet Movie Database (engelsk)
- Kissmeyer Basic hos The Movie Database (engelsk)
- Kissmeyer Basic hos TheTVDB (engelsk)